# Генеральное консульство Российской Федерации в Сиэтле
Генера́льное ко́нсульство Росси́йской Федера́ции в Сиэ́тле (США) (англ. Consulate General of the Russian Federation in Seattle) — бывшее учреждение Министерства иностранных дел России в городе Сиэтл (штат Вашингтон, США), осуществлявшее консульские функции в пределах штатов США: Айдахо, Айова, Аляска, Вайоминг, Вашингтон, Висконсин, Миннесота, Монтана, Небраска, Северная Дакота и Южная Дакота. По требованию властей США генеральное консульство прекратило свою работу 30 марта 2018 года.

## История Генерального консульства России в Сиэтле
Первым российским генеральным консулом в Сиэтле стал дипломат и востоковед Николай Богоявленский, назначенный на эту должность в 1914 году. Хотя его полномочия после 1917 года были прекращены, неформально он продолжал выполнять консульские обязанности до установления дипломатических отношений между СССР и США в 1933 году.
Генеральное консульство Российской Федерации в Сиэтле было открыто в декабре 1992 года. Оно стало третьим генеральным консульством Российской Федерации в США (после консульств в Нью-Йорке и Сан-Франциско) и первым, открытым после распада СССР. Первым генеральным консулом Российской Федерации в Сиэтле стал Георгий Власкин.
В марте 2018 года в связи с инцидентом в Солсбери власти США объявили, что генеральное консульство Российской Федерации в Сиэтле должно прекратить свою деятельность 30 марта. По словам российского посла в США Анатолия Антонова, сотрудники консульства будут распределены по другим дипломатическим представительствам, в число которых входят посольство в Вашингтоне, а также генеральные консульства в Нью-Йорке и Хьюстоне.

## Генеральные консулы России в Сиэтле
| Срок      | Консул                             | Годы жизни            | Прим.         |
| --------- | ---------------------------------- | --------------------- | ------------- |
| 1914—1917 | Николай Вячеславович Богоявленский | 19.02.1867—20.06.1945 | [ 3 ] [ 6 ]   |
|           |                                    |                       |               |
| 1992—1998 | Георгий Борисович Власкин          | род. 02.06.1951       | [ 5 ] [ 7 ]   |
| 1998—2002 | Андрей Викторович Векленко         | род. 05.09.1959       | [ 8 ] [ 9 ]   |
| 2003—2008 | Владимир Иванович Вольнов          | род. 26.09.1947       | [ 10 ] [ 11 ] |
| 2008—2012 | Юрий Валентинович Герасин          | род. 21.10.1951       | [ 12 ]        |
| 2012—2016 | Андрей Константинович Юшманов      | род. 06.08.1958       | [ 13 ]        |
| 2016—2018 | Валерий Петрович Тимашов           | род. 10.01.1961       | [ 14 ]        |

## Реквизиты

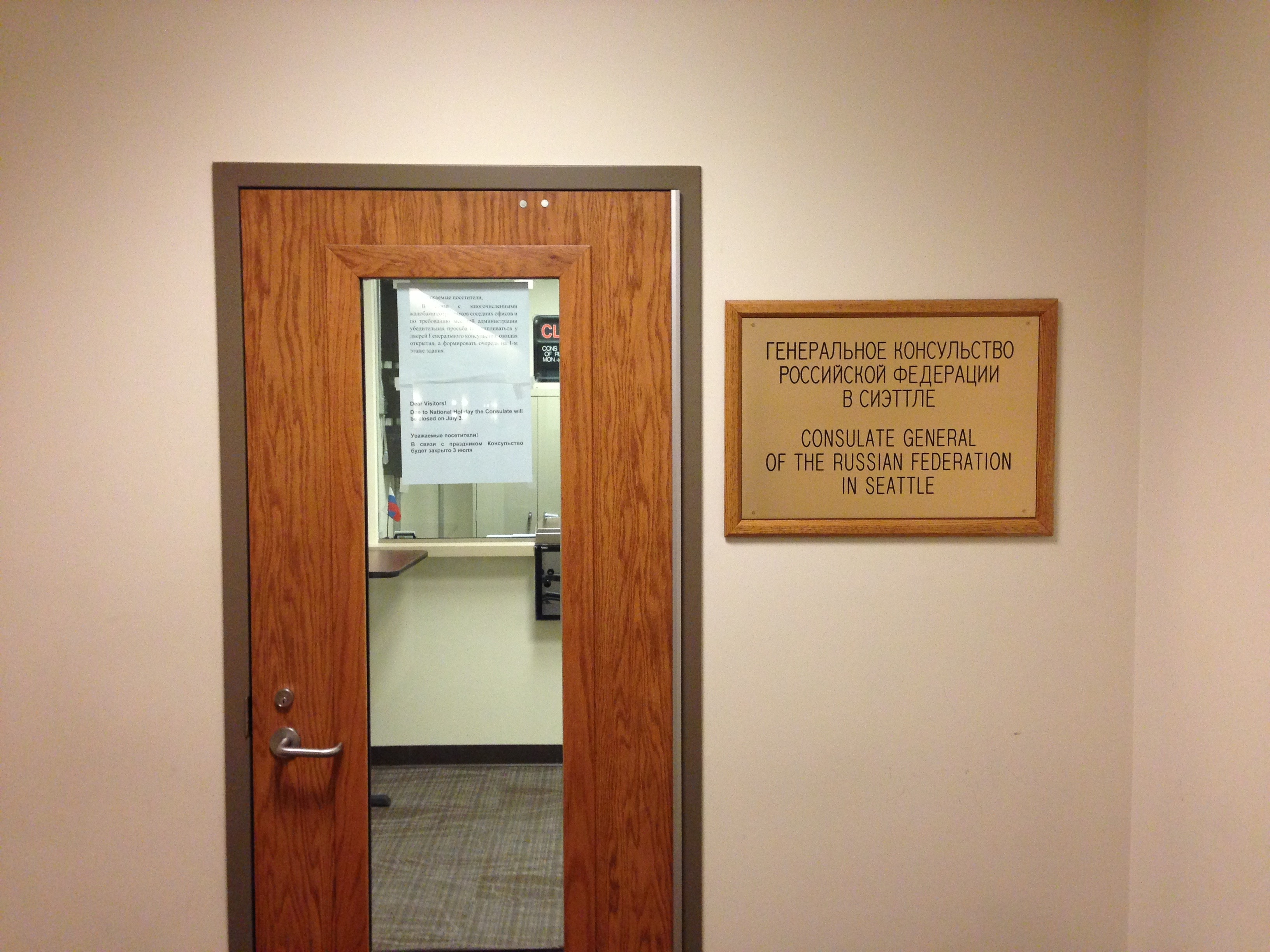
Вход в помещение Генерального консульства России в Сиэтле (2015)

- Адрес: 600 University Street, 25th floor, #2510 One Union Square Seattle, Seattle, Washington 98101, USA
- График работы: с понедельника по пятницу (кроме праздничных дней), прием посетителей: 9:00—12:00
- Телефон: +1-(206)7280232, +1-(206)7289042
- Факс: +1-(206)7281871
- E-mail: consul@seanet.com